# Moeders van Nu
Moeders van Nu is een gesponsord Nederlands televisieprogramma van SBS6 wat uitgezonden wordt in de middag. In het televisieprogramma vertellen moeders over hun leven na de geboorte van een kind. Het programma wordt onderbroken door advertenties specifiek gericht op de doelgroep, jonge moeders en heeft een laag kijkcijfer.

## Afleveringen
| Aflevering | Datum             | Moeder                                             | Kijkcijfers |
| ---------- | ----------------- | -------------------------------------------------- | ----------- |
| 1          | 12 september 2010 | Nurlaila Karim (musicalster)                       | 146.000     |
| 2          | 19 september 2010 | Gallyon van Vessem (presentatrice)                 | 132.000     |
| 3          | 26 september 2010 | Elle van Rijn (actrice)                            | 121.000     |
| 4          | 03 oktober 2010   | Linda Wagenmakers (actrice)                        | 118.000     |
| 5          | 10 oktober 2010   | Leontien van Moorsel (wielrenster)                 | 115.000     |
| 6          | 17 oktober 2010   | Dominique van Vliet (actrice)                      | 154.000     |
| 7          | 24 oktober 2010   | Claudia Schoemacher (vrouw van Robert Schoemacher) | 176.000     |
| 8          | 31 oktober 2010   | Isabelle Brinkman (presentatrice)                  | 134.000     |